# 是澤優
是澤 優（これさわ あつし）は、日本の国土交通官僚、国際公務員。経済協力開発機構地域開発部アドミニストレータ等を経て、国土交通省大臣官房付兼国際連合人間居住計画アジア太平洋地域事務所本部長を経て、2022年04月に国土交通省大臣官房付退職。

## 人物・経歴
宮崎県立宮崎西高等学校を経て、東京工業大学大学院社会開発工学専攻修了、修士。1988年国土庁入庁。1991年国際連合人間居住センター人間居住専門官。1997年経済協力開発機構地域開発部アドミニストレータ。国土交通省大臣官房総務課企画官、国土交通省国土計画局広域地方整備政策課大都市圏制度企画室長を経て、2009年アジア防災センター所長。2012年総務省消防庁国民保護・防災部参事官。2014年国土交通省中部地方整備局総務部長。不動産適正取引推進機構研究理事、同総括主任研究員を経て、2017年6月国際連合人間居住計画アジア太平洋本部長／代表、2022年04月に国土交通省の大臣官房付・即日退任。